# قائمة شخصيات نيون جينيسيس إيفانجيليون

شخصيات نيون جينيسيس إيفانجيليون.

هذه قائمة الشخصيات في أنمي نيون جينيسيس إيفانجيليون، والأفلام إيفانجيليون: الموت والبعث، نهاية إيفانجيليون ورباعية أفلام إعادة بناء إيفانجيليون. قام بتصميم الشخصيات يوشيوكي ساداموتو.

## الفكرة والإنشاء
وفقاً للمخرج هيدياكي أنّو، كانت إيفانجيليون محاولة لدمج وجهات النظر في نظرة واحدة، منشئاً شخصيات أشياءاً مختلفة لمشاهدين مختلفين لجعل الأمر من المستحيل أن يحصل الجميع على نظرية واحدة. لبعض المشاهدين، الشخصيات عبارة عن تمثيلات نفسية، بينما للبعض الآخر، فإنها شخصيات فلسفية، دينية، تاريخية وحتى أنهم المشاهدون أنفسهم.
تأثر أنّو برواية ريو موراكامي الحربية الفاشية في الحب والخيال (愛と幻想のファシズム Ai to Gensō no Fashizumu)، والأسماء «توجي سوزوهارا»، «كنسكي أيدا» واسم العائلة «هوراكي»، أتت من هذه القصة، التي اقتبست من كانجي إيشيوارا، الذي كان جنرالاً ملازماً في الإمبراطورية اليابانية. عديد من أسماء عائلات الشخصيات في إيفانجيليون مسماة إثر سفن حربية يابانية من الحرب العالمية الثانية. في المسلسل الياباني الأصلي، تكتب الأسماء الأولى للشخصيات بحروف كاتاكانا.
معظم أعمار شخصيات إيفانجيليون وضعت قبل بث المسلسل؛ لكن تواريخ ميلادهم لم تحدد بعد. بعد انتهاء المسلسل، أعلنت غايناكس عن تواريخ ميلاد للشخصيات مشابهة لتواريخ ميلاد مؤدّي أصواتهم؛ ماعدا ريه أيانامي، توجي سوزوهارا، كنسكي أيدا وكاوورو ناغيسا. هذه المرة، لاتزال تواريخ الميلاد غير محددة.
سنوات ميلاد الشخصيات البالغة حُسبت فقط من أعمارهم، لكن كان هنالك جانب إضافي في تحديد أعمار أعمار الأولاد. وفقاً لنظام التعليم الياباني، في 2015، يكون طلاب الصف الثاني من المرحلة المتوسطة هم الأولاد المولودون من 2 أبريل 2001 إلى 1 أبريل 2002. وضعت سنوات ميلاد الأولاد نسبة إلى هذه القاعدة، لكن سنوات الميلاد هذه لم تغير أعمار الأولاد (14) في العام 2015. هذا هو السبب في كون ميلاد أسكا لانغلي سوريو وتوجي سوزوهارا في ديسمبر 2001 وولدت هيكاري هوراكي في فبراير 2002، بالرغم من أن أعمار جميع الأولاد 14 ماعدا كاورو في 2015.

## الأولاد
في المحادثة الأصلية للأنمي، يشار إلى قواد إيفانجيليون بـ«الأولاد»، حتى عند الإشارة إلى أحدهم منفرداً. في سلسلة إعادة بناء إيفانجيليون، يشار إليهم، على سبيل المثال، إيتشيبانمِه نو تِكيكاكُشا (一番目の適格者 Ichibanme no Tekikakusha، الشخص/المتطوع المؤهل الأول)، داي إيتشي نو شوجو (第一の少女 Dai Ichi no Shōjo، الفتاة الأولى)، ساننينمِه نو كودومو (三人目の子供 Sanninme no Kodomo، الولد الثالث) وداي سان نو شونن (第三の少年 Dai San no Shōnen، الفتى الثالث).

### شينجي إيكاري
شينجي إيكاري (碇 シンジ Ikari Shinji)، هو الفتى الثالث وقائد إيفانجيليون الوحدة-01. قامت ميغومي أوغاتا بأداء دوره. شينجي هو ابن غيندو ويوي إيكاري. هجره والده غيندو طفلاً صغيراً، كبر شينجي منعزلاً ومنطوياً، مختاراً الهرب من المواقف الصعبة. مع مرور الوقت ومع تشجيع ميساتو، تعلم شينجي أن يكون أقل جبناً، أكثر تحدثاً وثقة بنفسه، لكن تقدمه توقف قرب نهاية المسلسل. صار شينجي صديقاً لتوجي سوزوهارا وكنسكي أيدا، وعلاقة قريبة من علاقة أشقاء مع ريه أيانامي، ودخل في علاقة الحب-الكره مع أسكا لانغلي سوريو.

### ريه أيانامي
ريه أيانامي (綾波 レイ Ayanami Rei)، هي الولد الأول، وقائدة إيفانجيليون الوحدة-00. قامت بأداء دورها ميغومي هاياشيبارا. في بداية المسلسل، يظهر أنها شخصية انطوائية اجتماعياً، وخالية من المشاعر ظاهرياً، وبعيد عن الآخرين؛ مع كون علاقتها الوحيدة مع غيندو إيكاري. مع تطور القصة، بدأت ريه بالاقتراب من شينجي. اتضح في النهاية أن ريه مجرد جسد يحتوي روح الملاك ليليث، وقام غيندو بصنعها بدقة كأداة لاتمام مشروع الواسطة. مستنسخات بدون أرواح لريه محفوظة في المستويات السفلى من مقر نيرف لاستعمالها كالأنوية المفترضة لقوابس الدمية، وأجساد بديلة لريه إذا ماتت.

### أسكا لانغلي سوريو/شيكينامي
أسكا لانغلي سوريو (惣流・アスカ・ラングレー Sōryū Asuka Rangurē)، هي الولد الثاني وقائدة إيفانجيليون الوحدة-02. قامت بأداء دورها يوكو ميامُرا. أسكا من أصول ألمانية ويابانية؛ لكن جنسيتها ألمانية. أسكا فتاة متهورة، أنانية، واعتدائية في الغالب (خاصة مع شينجي)، ولديها رأي عالي جداً في مظهرها ومهاراتها المعروفة في قيادة الإيفا. أسكا ذات رغبة قاسية في الحرية. سلوكها، على كل حال، لدى سوى قناع لمظهرها الطفولي بسبب طفولتها الصادمة. أسكا منفتنة نحو ريوجي كاجي، لكنها منجذبة أيضاً نحو شينجي؛ لكنها غير قادرة على إظهار مشاعرها. في سلسلة أفلام إعادة بناء إيفانجيليون، تغيّر اسم عائلة أسكا من سوريو إلى شيكينامي (式波) وهي برتبة نقيب في طيران اليورو.

### توجي سوزوهارا
توجي سوزوهارا (鈴原 トウジ Suzuhara Tōji)، هو الولد الرابع وقائد إيفانجيليون الوحدة-03. قام بأداء دوره توموكازو سكي. توجي فتى قوي، وفي صراع دائم مع أسكا. أصيبت أخته الصغرى أثناء قتال بين الملاك الثالث، ساكييل، والوحدة-01، وقام توجي بضرب شينجي بعد ذلك لكونه بدون قصد مسؤولاً. ولكنه بعد مشاهدة شينجي يعاني في الوحدة-01 في المعركة ضد شامشيل، صار توجي يحترم شينجي، واعتذر منه بسبب ضربه (كانت أخته غاضبة منه لأنه ضرب شينجي وأصرت على يعتذر منه)، وصار الاثنان في النهاية صديقين. أثناء اختبار التشغيل للوحدة-03، استولِي على الإيفا من قبل الملاك باردييل، وتدمرت الإيفا على يد الوحدة-01 تحت سيطرة نظام القابس الوهمي عندما رفض شينجي قتال الإيفا المسيطَر عليها بسبب قلقه على قائدها. في المانغا، كان شينجي يعلم بأن توجي هو قائد الإيفا قبل المعركة، على عكس الأنمي حيث لم يعلم بأن توجي هو قائدها إلا بعد أن رآه مستخرجاً من حطام قابس الإدخال. بالإضافة إلى ذلك، مات توجي في الحقيقة في قصة المانغا، بينما نجا في الأنمي لكنه أصيب إصابات بالغة. في إيفانجيليون: 2.0 أنت (لا) تستطيع التقدم، لم يقد توجي الوحدة-03؛ عوضاً عن ذلك، قادت أسكا الوحدة-03.

### كاورو ناغيسا
كاورو ناغيسا (渚 カヲル Nagisa Kaworu)، هو الولد الخامس، والملاك السابع عشر، تابريس. قام بأداء دوره أكيرا إيشيدا. أُرسل إلى نيرف من قبل سيلي كقائد بديل للوحدة-02 بعد أن هبط توافق أسكا تحت القابلية؛ لكن هدفه الحقيقي من أجل تسريع مشروع واسطة البشرية. تسلل كاورو إلى دوغما النهائية للعودة إلى آدم وبدء الاصطدام الثالث، ولكن بعد اكتشافه أن الكائن المحبوس هناك ليليث، طلب كاورو من شينجي أن يقتله. بعد موته، لم يظهر كاورو ثانية إلا في نهاية إيفانجيليون في بداية ووسط الاصطدام الثالث.

### ماري إلوستريوس ماكينامي
ماري إلوستريوس ماكينامي (真希波・マリ・イラストリアス  Makinami Mari Irasutoriasu)، هي قائدة إيفانجيليون ظهرت لأول مرة في الفيلم الثاني من سلسلة إعادة بناء إيفانجيليون، أنت (لا) تستطيع التقدم. قامت بأداء دورها مايا ساكاموتو.
ماري هي قائدة واثقة بنفسها وغامضة، وتقود إيفانجيليون الوحدة المؤقتة-05، التي تختلف جذرياً عن الوحدات الأخرى، متميزة بأربع «سيقان» ميكانيكية تنتهي بعجلات وتنقصها الكفوف التي تم استبدالها برمح مبارزة و«مخلب». وبسبب تصميمها الفريد، فإن ماري تقودها مرتدية أداء غريبة تشبه الخوذة، ومعاصم بدلة القابس في الإيفا ذات وصلات متعددة متصلة بأنابيب تساعدها في الظاهر على تحريك الإيفانجيليون. أثناء قيادتها للوحدة-02، تميزت بزة القابس لها برقم 5 في الخلف، مرمزة أنها قائدة إيفانجيليون الوحدة-05. يبدو أن ماري ضعيفة البصر نسبياً، حيث تلبس النظارة طول الوقت، وواجهت صعوبة في العثور على نظارتها عندما اصطدمت بشينجي عندما هبطت بالمظلة خطأ.
تصميم ماري بين الأولاد الآخرين لم يكشف عنه مسبقاً، وأشير إليها ب«الولد المشاكس». قامت بتدمير الوحدة-05 لهزيمة الملاك الثالث في بداية الفيلم، لكنها استطاعت الهروب بدون أضرار. أثناء وصول الفيلم إلى ذروته، اختطفت ماري الوحدة-02 لقتال الملاك العاشر. وعند عدم قدرتها على هزيمته، عثرت ماري على شينجي وأخبرته بأن يهرب. شينجي، بعد أن شاهد الدمار، قرر أن يقاتل. وعندما انتهت طاقة الوحدة-02، ذهب شينجي نحو المقر. ماري مغرمة برائحة LCL، معلِّقةً على شينجي، «رائحتك رائعة... رائحة LCL». تختلف ماري أيضاً عن الأولاد الآخرين، حيث تأخذ الأمور في خطوات واسعة كقائدة إيفانجيليون. حتى مع الآلام الشديدة عندما توافقت مع الإيفا، وعندما سقطت على شينجي أثناء هبوطها بالمظلة، وابتسامها عند كون الاصطدام الثالث على الحصول، وحتى أنها كانت تغني في الوحدة-05 عندما كانت على وشك قتال الملاك.
في العرض المسبق لفيلم إيفانجيليون الثالث، ظهرت ماري تنزع نظارتها أثناء احتجازها. ظهرت ماري أيضاً في محادثة خاصة مع شخصية غير معروفة.
قام ساداموتو بتصميم ماري لتبدو بريطانية، وأضاف النظارات لجعلها «طريقة بسيطة ومؤثرة في الوقت ذاته لجعلها بعيدة عن الشخصيات الأخرى».
إصدار يونيو 2010 من مجلة نيوتايب وضع ماري في المرتبة الأولى في دراستها الشهرية لأفضل عشر شخصيات.

## أعضاء نيرڤ (NERV)

### غيندو إيكاري
غيندو إيكاري (碇 ゲンドウ Ikari Gendō)، قائد منظمة نيرف. قام بأداء دوره فوميهيكو تاتشيكي. غيندو كان الشخص المسؤول عن الأبحاث على الإيفانجيليون، ريه أيانامي ومشروع واسطة البشرية. غيندو هو والد شينجي إيكاري، وحارس ريه أيانامي. اسمه الأخير كان في الأصل روكوبونغي، ولكنه غيره إلى إيكاري بعد زواجه من يوي إيكاري. في بداية المسلسل، كان غيندو الشخص الوحيد المرتبط بعلاقة مؤثرة مع ريه. مع تطور القصة، اتضح ماضي غيندو عديم الضمير، حيث أن شدته التي أحب معها يوي. اتضح فيما بعد أنه كان المسؤول عن حصول الاصطدام الثاني، وأنه أراد أن يصنع عالماً يكون فيه إلهاً ويحاول أن يرجع زوجته الميتة إلى الحياة.

### كوزو فويوتسكي
كوزو فويوتسكي  ( (冬月 コウゾウ Fuyutsuki Kōzō)، هو نائب القائد في نيرف وذراع غيندو اليمنى. قام بأداء دوره موتومو كيوكاوا. كوزو لا يميل نحو غيندو، لكنه أقرب شيء للثقة عند غيندو في المسلسل.
عندما كان بروفيسوراً في جامعة كيوتو، أُعجب فويوتسكي بالأبحاث والنظريات التي أجرتها يوي إيكاري، صار بعد ذلك داعماً لها ومعلمها. بعدها بفترة قصيرة، أُمر فويوتسكي من قبل روسائه بإجراء ترتيبات مماثلة مع غيندو روكوبونغي. لاحقاً، بعد الاصطدام الثاني، سافر فويوتسكي مع غيندو إلى أطلال أنتاركتيكا، وبدأ بالشك في أن غيندو ومعاونيه في سيلي كانوا أكثر قوة وخطراً مما كان يتصور. في 2003، اكتشف فويوتسكي بنفسه حقيقة الأحداث التي قادت إلى الاصطدام الثاني وتدخل سيلي في حصول تلك الكارثة. قاد غيندو فويوتسكي إلى دوغما المركزية، وطلب منه أن ينضم إليه في «صنع مستقبل جديد للبشرية».
خلال مشهد لاسترجاع الأحداث في نهاية إيفانجيليون، ذكر فويوتسكي أن سيلي هددته بأنها ستجعله يختفي، مما يدل على أن تعيينه قد يكون ابتزازياً. بالرغم من أن فويوتسكي لم يكن سوى معلم وصديق ليوي إيكاري، من المحتمل أنه كان في غرامها لدرجة ما، حيث صُدم عندما علم بزواجها من غيندو. في نهاية إيفانجيليون، أخذت ليليث/ريه شكل يوي لإنجاز واسطة فويوتسكي.

### ميساتو كاتسراغي
ميساتو كاتسراغي (葛城 ミサト Katsuragi Misato)، هي المدير التنفيذي للعمليات في نيرف. قامت بأداء دورها كوتونو ميتسويشي. في المسلسل، تحمل ميساتو رتبة نقيب في البداية، مع ترقية لاحقة إلى رتبة رائد؛ في الفيلم الأول من سلسلة إعادة بناء إيفانجيليون، تحمل ميساتو رتبة مقدم، ورتبة عقيد في الفيلم الثاني. ميساتو قائدة المعارك لقواد الإيفا، وتقوم بإصدار الأوامر وإعطاء خطط القتال وكذلك التعامل مع بعض المسائل البيروقراطية. ميساتو حارسة شينجي وأسكا أيضاً، ؛ حيث سمحت لهما بالعيش في شقتها بدلاً من تركهما يعيشان وحدهما. في حين أنها خبيرة ومواظبة في عملها، إلا أنها ساذجة ومدمنة للبيرة عند كونها خارج العمل أيضاً. ميساتو كانت الناجية الوحيدة من بعثة كاتسراغي، البعثة العلمية التي قادها والدها وأثارت الاصطدام الثاني؛ قلادة ميساتو صليبية الشكل التي ترتديها كانت من عند والدها قبل موته. كانت ميساتو عشيقة مع ريوجي كاجي في الكلية، وعادا لإحياء حبهما ببطء خلال قصة المسلسل.

### ريتسوكو أكاغي
ريتسكو أكاغي (赤木 リツコ Akagi Ritsuko)، رئيس الباحثين في نيرف، و -مع كل من غيندو وفويوتسكي- الشخص الوحيد في نيرف على علم كامل بطبيعة الإيفانجيليون وهدف مشروع الواسطة. قامت بأداء دورها يوريكو ياماغوتشي. ريتسكو مخلصة لعملها ومدمنة للسجائر، وكانت صديقة ميساتو وكاجي منذ الكلية. وهي أيضاً في حالة غرامية مع غيندو إيكاري. لكنها شعرت بخيانة غيندو حينما أدركت أنه كان يستغلها بالطريقة نفسها التي استغل بها والدتها. وكانتقام، قامت ريتسكو بتدمير نظام القابس الوهمي. في نهاية إيفانجيليون، قُتلت ريتسكو بطلقة رصاص على يد غيندو، عندما حاولت وفشلت في تفعيل نظام التدمير الذاتي لنيرف في محاولة لإيقاف غيندو من بدء الاصطدام الثالث.

### ريوجي كاجي
ريوجي كاجي (加持 リョウジ Kaji Ryōji)، يظهر على أنه عميل ثلاثي، حيث يعمل كمحقق خاص لنيرف (الشؤون الداخلية)، في حين يحقق بسرية عن نيرف من أجل الحكومة اليابانية، وفي بعض الأوقات، يعمل كمخلب القط مع وضد كل من سيلي ونيرف - بالإضافة، يبدو أن لديه أجندته الخاصة مستقلاً عن أي منظمة، باحثاً عن الحقيقة وراء سيلي، نيرف ومشروع واسطة البشرية. أثناء الكلية، كان كاجي وميساتو عشيقين، لكنهما افترقا بعد إلحاح ميساتو. بعد عدة سنوات، التقيا مرة أخرى على أسطول الأمم المتحدة الذي ينقل الوحدة-02 وأسكا إلى اليابان. بعد عودته إلى مقر نيرف، عاد ميساتو وكاجي إلى إحياء حبهما بعد سلسلة من المضايقات والإهانات، حين اعترفت ميساتو أنها انفصلت عنه لأنها أدركت أنه يشبه والدها. قُتل كاجي في النهاية على يد قاتل مجهول بعد تحديه لموظفيه عدة مرات، لكن ليس قبل أن يعطي ميساتو معلومات تكشف حقيقة مشروع الواسطة. قام بأداء دوره كويتشي يامادرا.

### ماكوتو هيوغا
ماكوتو هيوغا (日向 マコト Hyūga Makoto)، ملازم أول في نيرف وواحد من تقنيي الحاسب الثلاثة الذين يعملون مباشرة عند القائد غيندو ونائبه فويوتسكي في موقع القيادة في الدوغما المركزية، الآخران هما أوبا وإبوكي. يعطي هيوغا في البداية انطباعاً على أنه نوعاً ما معقد، حيث يقرأ المانغا في وقت فراغه، ولكنه تقني خبير وماهر. تفكيره السريع ومساعدته الشجاعة ساعدتا في إنقاذ مقر نيرف من الملاك ماتاريل، ويعمل كجاسوس لميساتو، ويساعدها على الحصول على معلومات عن مكائد نيرف. المدى الحقيقي لمشاعره تجاه ميساتو اتضح في نهاية إيفانجيليون، حيث اتخذت ليليث/ريه شكل ميساتو وقبلته بعاطفية؛ ثم تحلل جسده إلى LCL. قام بأداء دوره هيرو يوكي.

### مايا إيبوكي
مايا إيبوكي (伊吹 マヤ Ibuki Maya)، ملازم أول وتقنية حاسب تعمل غالباً مع ريتسكو أكاغي. دور مايا الرئيسي خلال المعارك يتمثل في مراقبة نسب التوافق لقواد الإيفانجيليون باستمرار وإرسال أوامر طوارئ مختلفة إلى الإيفا من قبل غيندو أو ميساتو. بالرغم من خبرتها، إلا أنها تكره العنف بجميع أشكاله؛ وتظهر بشكل دائم مشمئزة وتدير نظرها أثناء قتال الملائكة. في نهاية إيفانجيليون، كانت مايا الموظفة الوحيدة التي رفضت القتال ضد قوات الJSSDF الغازية. مايا تقدر ريتسكو بشكل كبير، ودائماً ما تناديها بـ«سنباي» في الأنمي؛ نهاية إيفانجيليون يفترض بشدة أن مايا مغرمة بريتسكو. ليليث/ريه أخذت شكل ريتسكو لاختراق مايا أثناء مشروع الواسطة. صرخت مايا «ريتسكو!/سنباي!»، واحتضنت ريتسكو بدون انتظار، وتحولت إلى LCL. قامت بأداء دورها ميكي ناغاساوا.

### شيغرو أوبا
شيغرو أوبا (青葉 シゲル Aoba Shigeru)، ملازم أول في نيرف وتقني حاسب. معجب بالميتال روك، شيغرو عدمي متشائم ويعزف الغيتار (يمكن رؤيته في إحدى الحلقات يعزف الإيتار الهوائي). شيغرو أحد التقنيين الثلاثة الذين يُرَون بشكل عادي في الدوغما المركزية، شخصيته هي الأقل اكتشافاً في المسلسل. في نهاية إيفانجيليون، أثناء مشروع الواسطة، ليليث/ريه لم تظهر له كشخص يحبه ولكن بدلاً من ذلك، ظهرت له عدة نسخ من ريه مخترقات خلاله لإتمام واسطته بينما كان مختبئاً تحت طاولته وهو يصرخ خائفاً تحتها. قام بأداء دوره تاكهيتو كوياسو.

## أعضاء گيهرن (GEHIRN)

### ناوكو أكاغي
ناوكو أكاغي (赤木 ナオコ Akagi Naoko)، كانت والدة ريتسكو. كانت ناوكو مخترعة نظام الماغي ورئيسة تقنيي غيهرن السابقة. كانت ناوكو في علاقة غرامية مع الأرمل للتو غيندو إيكاري أثناء عملها في غيهرن. لكن، بعد أن نادتها ريه 1 بـ«الجنية العجوز» وقالت بأن غيندو نفسه قال عن ناوكو ذلك مراراً وتكراراً، أدركت أن غيندو كان يستغل مشاعرها تجاهه لإتمام خططه. في ثورة غضبها، قامت ناوكو بخنق ريه 1 حتى الموت ثم انتحرت. بعد ذلك بفترة وجيزة، أُلغيت منظمة غيهرن وأنشئت المنظمة نيرف محلها. في العدد العاشر من المانغا، ظهرت ناوكو وهي تنتحر بعد قتلها لريه 1. شاهدت ريتسكو كلاً من مقتل ريه وانتحار والدها. قامت بأداء دورها ميكا دوي.

### يوي إيكاري
يوي إيكاري (碇 ユイ Ikari Yui)، كانت طالبة هندسة جينية في جامعة كيوتو، حيث التقت بزوجها المستقبلي غيندو ومعلمها وصديقها المخلص كوزو فويوتسكي. بعد ذلك، انضمت يوي إلى مختبرات الأمم المتحدة للتطور الصناعي (غيهرن المستقبلية) في هاكوني، اليابان، ولعبت دوراً أساسياً في مشروع إي. عملت يوي كمادة التجربة في اختبار الاتصال مع الوحدة-01 في 2004، ولكنها اختفت أثناء التجربة. على الرغم من التصريح بأنها ميتة، إلا أنها جزءاً منها -روحها- لايزال حياً داخل الوحدة-01. قامت بأداء دورها ميغومي هاياشيبارا.

### كيوكو زبلين سوريو
كيوكو زبلين سوريو (惣流・キョウコ・ツェッペリン Sōryū Kyōko Tsepperin)، والدة أسكا، كانت عالمة مميزة في فرع غيهرن الألماني (الذي صار فيما بعد فرع نيرف الثالث) وتطوير الوحدة-02، نوع الإنتاج الأول (الوحدتان 03 و04 صُنعتا في فرعين أمريكيين لنيرف). كانت كيوكو أداة التجربة للوحدة-02، لكن روحها ارتبطت بالوحدة-02 خلال التجربة، مما تسبب بأضرار عديدة نفسية لها. صارت كيوكو غير مستقرة نفسياً، ظانة أن إحدى دمى أسكا هي ابنتها الحقيقية عوضاً عن أسكا. أُخذت كيوكو إلى معهد نفسي بعد التجربة بوقت قصير. دخل زوجها قضية مع طبيبة كيوكو، مما أدى في النهاية إلى انتحار كيوكو في 2005.
في المانغا، لم تقدر كيوكو وزوجها على إنجاب أية أطفال، وتطلقا بعد أن دخلا في قضية. تزوج زوجها السابق وأنجب بنتاً، في حين زارت كيوكو بنكاً للحيوانات المنوية وقيم بإخصابها. حاولت كيوكو بتشويش أسكا ضد ابنة زوجها السابق، مشيرة إليها بـ«تلك الفتاة»، ولكن بعد تجربة الاتصال انتقل الانفصال إلى دمية أسكا. في إحدى المرات حاولت كيوكو خنق أسكا.
اسم عائلة كيوكو قبل الزواج إشارة إلى اسم عائلة فرديناند فون زبلين، جنرال ألماني وصانع طائرات متصل غالباً بالمنطاد زبلين. اسمها الأول «كيوكو» أيضاً أتى من اسم شخصية في مانغا الفتاة الخارقة أسكا، «كيوكو أوي» (葵 今日子 أوي كيوكو)، التي أُخذ منها اسم أسكا. قامت بأداء دورها ماريا كاوامورا.

## أعضاء ڤيلِه (WILLE)
منظمة جديدة، ظهرت مع خمسة شخصيات جديدة في إيفانجيليون: 3.0 أنت (لا) تستطيع الإعادة، كالمنظمة التالية لنيرف، مع هدف تدمير وحدات إيفا التابعة لنيرف. تقود المنظمة ميساتو كاتسراغي وتشمل معظم طاقم نيرف الكبار، بالاستثناء الملحوظ لغيندو وفويوتسكي.

### ساكورا سوزوهارا
ساكورا سوزوهارا (鈴原サクラ Suzuhara Sakura)، ملازم أول والعضوة الأولى في ڤيلِه، ساكورا هي أخت توجي الصغرى. قامت بأداء دورها ميوكي ساواشيرو.

### كوجي تاكاو
كوجي تاكاو (高雄 コウジ Takao Kōji)، العضو الثاني في ڤيلِه. قام بأداء دوره أكيو أوتسكا.

### سوميره ناغارا
سوميره ناغارا (長良 スミレ Nagara Sumire)، العضوة الثالثة في ڤيلِه. قامت بأداء دورها ساياكا أوهارا.

### هيديكي تاما
هيديكي تاما (多摩 ヒデキ Tama Hideki)، العضو الرابع في ڤيلِه. قام بأداء دوره أنري كاتسو.

### ميدوري كيتاكامي
ميدوري كيتاكامي (北上 ミドリ Kitakami Midori)، العضوة الخامسة في ڤيلِه. قامت بأداء دورها ماريا إيسي.

## شخصيات أخرى

### كيل لورنتس
كيل لورنتس (キール・ローレンツ Kīru Rōrentsu)، قائد منظمة سيلي، يمثل بسيلي 01 في المنليث. من بين مميزاته مظهره القديم وقناعه الحديث الذي يرتديه طوال المسلسل. قليل هو المعروف عنه في المسلسل، لكن يُعتقد بأن لديه قوة سياسية كبرى في الأمم المتحدة. في فترة مابين الاصطدام الثاني و2015، معظم جسده مما تحت الرقبة مستبدل بأجزاء سبرانية. بالرغم من استخدامه قناعه للرؤية؛ إلا أن رسوم الإنتاج تظهر أنه قادر على الرؤية. استوحي اسمه من (ويمكن القول أيضاً، شخصيته) من كونراد لورنتس، عالم حيواني معروف بأبحاثه في سيكولوجية الحيوان، ذكر اسمه في المانغا لورنتس كييل. قام بأداء دوره موغيهيتو.

### كنسكي أيدا
كنسكي أيدا (相田 ケンスケ Aida Kensuke)، أوتاكو، خبير بالجيش، أفضل أصدقاء توجي، وأحد «الأولاد الآخرين»، مرشحي قيادة الإيفا في نفس صف شينجي، توجي، ريه، أسكا، وهيكاري. تشتمل هواياته على التخييم في الغابات المحيطة بطوكيو-3، ولعب حرب محاكاة مكررة - بنفسه. ترسخت صداقة كنسكي مع شينجي بعد إنقاذه حياته وحياة توجي أثناء القتال مع الملاك الرابع، شامشيل. يحلم كنسكي بأن يكون قائد إيفا ويتوسل بشينجي كواسطة عند نيرف حتى يكون قائد إيفانجيليون، على الرغم من أن شينجي يخبره بأنه لا شأن له في المسألة. ويبدو على أنه غير واعٍ بالمحن النفسية والجسدية التي يواجهها قواد الإيفا. ومع ذلك، فإنه يحب أن يكون متميزاً بكونه صديقاً لقائد إيفانجيليون. كنسكي مثل توجي، مغرم بميساتو كاتسراغي. نادراً ما يرى كنسكي بدون كاميرا الفيديو خاصته في يده. في لعبة البلاي ستيشن 2، معركة الأوركسترا، عُيِّن كنسكي كقائد لإيفانجيليون الوحدة-04، مرتدياً بزة قابس خضراء. قام بأداء دوره تتسويا إيواناغا.

### هيكاري هوراكي
هيكاري هوراكي (洞木 ヒカリ Horaki Hikari)، ممثلة الطلاب في الصف الذي يحضره شينجي وبقية قواد الإيفا. تقوم باتباع قوانين المدرسة حرفياً، وتأخذ مسؤوليتها كممثلة الصف بجدية. بالرغم من شجارها المتكرر مع توجي، لكنها أخبرت أسكا بأنها مغرمة به بشكل كبير؛ لكنها غير قادرة على الإفصاح بمشاعرها نحوه. ويبدو أنها صديقة أسكا الوحيدة. هيكاري طاهية ماهرة وعلى ما يبدو أنها تهتم بأختيها. مثل كل طلاب الصف 2-أ على الافتراض، فإن والدة هيكاري ميتة. لكن ليست هناك مصادر عن والدها أيضاً. اسمها الأول، وكذلك اسما أختيها اللتين لم تظهرا: أختها الصغرى، نوزومي، وأختها الكبرى، كوداما مقتبسة من أسماء قطارات خط توكايدو شينكانسن. في صورة عمل فني لغايناكس، ظهرت هيكاري ببزة قابس برتقالية كقائدة إيفانجيليون الوحدة-05. ظهرت هيكاري في مقطع محذوف حي من نهاية إيفانجيليون. قامت بأداء دورها جونكو إيواو.

### بن بن
بن بن أوبن² (ペンペン Pen Pen)، «بطريق ينابيع حارة» وحيوان ميساتو الأليف. شكل بن بن مأخوذ من شكل البطريق ذي العرف مع بعض التغييرات الطفيفة في التلوين. يعيش بن بن في ثلاجة مخصصة له في شقة ميساتو، ويستمتع بأخذ حمام حار، وأكل أي شيء يمكنه أكله، والذهاب إلى الينابيع الحارة. ويبدو أن لديه درجة عالية من الذكاء، حيث يشاهد التلفاز ويقرأ الصحف. قامت بأداء دوره ميغومي هاياشيبارا. في المانغا، كان بن بن نتيجة اختبار في علم الوراثة في مكان عمل ميساتو السابق. وتبنته ميساتو عند انتهاء الاختبار عوضاً عن قتله بالموت الرحيم. قمتا جناحيه ذاتا مخالب قابلة للتقلص، التي لاتمتلكها الطيور الطبيعية. قامت ميغومي هاياشيبارا بتمثيل صوته.

### مانا كيريشيما
مانا كيريشيما (霧島 マナ Kirishima Mana) هي محور قصة صديقة الفولاذ، وهي لعبة شبيهة بحلقة من المسلسل. ظهرت مانا كطالبة منتقلة إلى مدرسة الأولاد، وصارت مركز اهتمام شينجي وغضب وغيرة أسكا. مانا قائدة اختراع بشري جديد بديل للإيفانجيليون، الترايدنت، ذات القدرات القتالية التي تفوق التي تملكها الإيفانجيليون، وتحمل شبهاً في التصميم مع مقارنتها بالآلي جت ألون. ظهرت مانا أيضاً في لعبة مشروع تدريب شينجي إيكاري. مثل العديد من شخصيات إيفانجيليون، كيريشيما، اسم عائلة مانا، مقتبس من بارجة يابانية من الحرب العالمية الثانية. قامت بأداء دورها ميغومي هاياشيبارا.
الفتاة الخجولة، مانا كيريشيما، بدأت في مدرسة شينجي إيكاري وقالت على الفور بأنه لطيف. وتدريجياً، بدأت علاقتهما وانتهى بهما الأمر بأن ذهبا في موعد حيث قبلا بعضهما. اتضح فيما بعد أنها واحدة من القواد التجريبين لترايدنت، منافس جديد للإيفانجيليون، مشابه لجت ألون (رغم أن الاسم «صديقة الفولاذ»). في النهاية، هاج الآلي ويجب على الإيفا أن تدمره. خلال اللعبة، أسكا تشعر بالغيرة من علاقة شينجي ومانا، متسقة مع مشاعرها القوية الغامضة تجاه شينجي. تظهر ريه في اللعبة لكن دورها أشبه بما يكون بدور خلفي في القصة.

### شخصيات أخرى منصديقة الفولاذ
- موساشي لي ستراسبيرغ (ムサシ・リー・ストラスバーグ Musashi Rī Sutorasubāgu؟)[29] (مؤدي الدور: هيرو يوكي)
- كيتا أساري (浅利 ケイタ Asari Keita؟)[29] (مؤدي الدور: تتسويا إيواناغا)

هذان الفتيان هما قائدا اختبار لترايدنت مع مانا كيريشيما.

### مايومي ياماغيشي
مايومي ياماغيشي (山岸 マユミ Yamagishi Mayumi)، شخصية جديدة ظهرت أول مرة في لعبة سيجا ساترن، إيفانجيليون الانبهار الثاني. في اللعبة، مايومي فتاة تلبس النظارات وتقرأ كثيراً وبطريقة ما تحمل قلب ملاك بداخلها. انضمت مايومي إلى صف شينجي وصادقته. ومثل العديد من شخصيات إيفانجيليون، فهي ذات ماضٍ مظلم (انتحرت والدتها عندما كانت مايومي فتاة صغيرة، شبيهة بوالدة أسكا). قامت بأداء دورها كيوكو هيكامي.

### تقنيون متفرقون في نيرف
في كل من اللعبة والمانغا مشروع تربية شينجي إيكاري (碇シンジ育成計画  إيكاري شينجي إكسيه كيكاكو)، ظهرت ثلاث من تقنيي نيرف في الشخصيات:
- كايدي أغانو (阿賀野 カエデ Agano Kaede؟) [31] مؤدية الدور: أي شيميزو.
- ساتسكي أووي (大井 サツキ Ōi Satsuki؟) [32] مؤدية الدور: ماريا ياماموتو.
- أوي موغامي (最上 アオイ Mogami Aoi؟) [33] مؤدية الدور: يوي هوريه.

## الاستقبال
تصميم الشخصيات من قبل يوشيوكي ساداموتو ساهم أيضاً في شهرة إيفانجيليون. تصاميم ساداموتو الجذابة للشخصيات الإناث الرئيسيات: أسكا، وريه وميساتو أدى إلى ارتفاع المبيعات التجارية (خاصة ريه، «الفتاة المثالية»)، وأدى أيضاً إلى بقائهن في عالم الدوجنشي.

### أنيميج: جوائز جائزة الأنمي الكبرى
الشخصيات المتعددة من نيون جينيسيس إيفانجيليون حصلت على المراكز الأولى في مناسبات متعددة في جائزة الأنمي الكبرى، مسابقة جائزة للقارئ السنوي التي تستضيفها مجلة أنيميج.

#### جائزة الأنمي الكبرى السنوية ال19
النتائج التالية نشرت في أنيميج (يونيو، 1996) العدد 228، بعد انتهاء العرض الأصلي للمسلسل بفترة قصيرة.
| م  | الشخصية       | عدد الأصوات | الممثل/ة         |
| -- | ------------- | ----------- | ---------------- |
| 1  | شينجي إيكاري  | 1,217       | ميغومي أوغاتا    |
| 2  | كاورو ناغيسا  | 562         | أكيرا إيشيدا     |
| 10 | ريوجي كاجي    | 194         | كويتشي يامادرا   |
| 14 | غيندو إيكاري  | 120         | فوميهيكو تاتشيكي |
| 44 | توجي سوزوهارا | 42          | توموكازو سكي     |
| 57 | كوزو فويوتسكي | 25          | موتومو كيوكاوا   |

| م  | الشخصية           | عدد الأصوات | الممثلة           |
| -- | ----------------- | ----------- | ----------------- |
| 1  | ريه أيانامي       | 1,419       | ميغومي هاياشيبارا |
| 4  | أسكا لانغلي سوريو | 573         | يوكو ميامرا       |
| 8  | ميساتو كاتسراغي   | 207         | كوتونو ميتسويشي   |
| 19 | مايا إيبوكي       | 96          | ميكي ناغاساوا     |
| 27 | ريتسكو أكاغي      | 44          | يوريكو ياماغوتشي  |
| 47 | هيكاري هوراكي     | 21          | جنكو إواو         |

ملاحظة: تعادلت هيكاري هوراكي في المركز ال47 مع شخصية أخرى.